# ペガスス座アルファ星
ペガスス座α星は、ペガスス座の恒星で2等星。ペガススの大四辺形を形成する恒星の1つでもある。

## 特徴
| 太陽 | ペガスス座α星 |
| ---- | ------------- |
| 太陽 | Exoplanet     |

太陽の約4.6倍の半径と1万ケルビンに達する有効温度を持つ明るい恒星である。光度階級についてはIII（青色巨星）とするものや、V（B型主系列星）とするものがある。

## 名称
学名はAlpha Pegasi（略称はα Peg）。固有名のマルカブ (Markab) は、アラビア語で「馬の背（肩）」を意味するمنكب الفرس Mankib al-Faras の一部から取られたもので、本来はペガスス座β星に付けられた名前が誤ってα星に使われるようになったものとされる。
マルカブという名称はまれにほ座κ星の固有名としても使われていたが、2016年6月30日に国際天文学連合の恒星の命名に関するワーキンググループ (Working Group on Star Names, WGSN) は、ペガスス座α星の固有名としてMarkab を正式に承認した。